# Território de Dakota

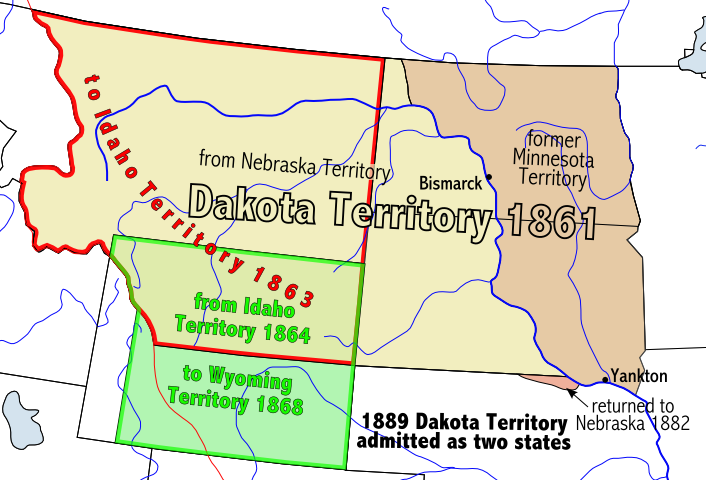
Território de Dakota

O Território de Dakota ou Território do Dakota era a região setentrional da Luisiana, constituída como território organizado dos Estados Unidos, sendo que a maior parte do Dakota era parte do Território de Minnesota.
Quando o Minnesota se tornou um estado em 1858, o restante território foi organizado no Território de Dakota, pouco antes da Guerra Civil Americana, a 2 de Março de 1861. Porém, a 2 de Novembro de 1889, o território foi dividido em dois, no que são hoje os estados de Dakota do Norte e Dakota do Sul, tendo ambos sido elevados no próprio dia à categoria de Estados da União.
Um pequeno pedaço de terra conhecido como "Lost Dakota" existiu como um enclave remoto do Território de Dakota até que se tornou parte do Condado de Gallatin, Território de Montana, em 1873.